# لاست (فصل ۶)
فصل ششم و آخرین فصل مجموعه تلویزیونی آمریکایی لاست در ۲ فوریه ۲۰۱۰ در ایالات متحده و کانادا پخش شد. این فصل داستان بازماندگان حادثه سقوط هواپیمای اوشینیک ایرلاینز پرواز ۸۱۵ در ۲۲ سپتامبر ۲۰۰۴ در جزیره‌ای مرموز در اقیانوس آرام جنوبی را ادامه می‌دهد. بازماندگان باید با دو نتیجه انفجار یک بمب هسته‌ای در جزیره در دهه ۱۹۷۰ مقابله کنند. در حالی که داستان در جزیره ادامه دارد، فلش به پهلو، جدول زمانی دوم را نشان می‌دهد، که در آن پرواز ۸۱۵ هرگز سقوط نمی‌کند. این فصل در ۲۴ اوت ۲۰۱۰ به صورت دی‌وی‌دی و بلوری همراه با مجموعه کامل باکس سریال منتشر شد. در ویژگی‌های ویژه گنجانده شده بود «مرد جدید مسئول»، قسمتی که قبلاً پخش نشده بود و به عنوان پایانی پس از رویدادهای پایانی عمل می‌کند.

## بازیگران

### شخصیت‌های اصلی
- نوین اندروز در نقش: سعید جراح
- نستر کاربونل در نقش: ریچارد آلپرت
- هنری ایان کوسیک در نقش: دزموند هیوم
- امیلی دی راوین در نقش: کلر لیتلتون
- مایکل امرسون در نقش: بنجامین لینوس
- جفری‌دیوید فاهی در نقش: فرانک لاپیدوس
- متیو فاکس در نقش: جک شپرد
- هورهه گارسیا در نقش: هوگو هارلی ریس
- جاش هالووی در نقش: جیمز ساویر فورد
- دنیل دای کیم در نقش: جین‌سو ون
- یونجین کیم در نقش: سان‌ها ون
- کن لئونگ در نقش: مایلز استرام
- اوانجلین لیلی در نقش: کیت آستن
- تری اوکوئین در نقش: جان لاک
- زلیخا رابینسون در نقش: ایلانا وردانسکی

### شخصیت‌های دوره‌ای و مهمان
- الیزابت میچل در نقش: ژولیت برک
- دامینیک مانهن در نقش: چارلی پیس
- جرمی دیویس در نقش: دنیل فارادی
- ایان سامرهلدر در نقش: بون کارلیل
- ربکا میدر در نقش: شارلوت لوئیس
- هارولد پرینو در نقش: مایکل داوسون
- سینتیا واتروس در نقش: لیبی
- میشل رودریگز در نقش: آنا لوسیا کورتز
- مگی گریس در نقش: شانون رادرفورد
- مالکوم دیوید کلی در نقش: والت لوید
- جان تری در نقش: در نقش: کریستین شپرد
- الن داله در نقش: چارلز ویدمور
- سونیا والگر در نقش: پنی ویدمور
- فیونولا فلانگان در نقش: الویز هاوکینگ
- کیتی سیگال در نقش: هلن
- برد ویلیام هنکه در نقش: برام
- میرا فورلان در نقش: دنیله روسو
- دانیال روبوک در نقش: لزلی آرت
- اندرو دیوف در نقش: میخائیل
- ویلیام ماپوتر در نقش: ایتن رام
- جون گریس در نقش: راجر لینوس
- کوین دورند در نقش: مارتین کیمی
- مارک پلگرینو در نقش: جیکوب
- تیتوس ولیور در نقش: مرد سیاه‌پوش
- ال اسکات کالدول و سم اندرسون در نقش: رز و برنارد ندلر
- کیمبرلی جوزفدر نقش: سیندی

## قسمت‌ها
| شم. کلی | شم. در فصل | عنوان                  | کارگردان          | نویسنده                                           | Featured character(s) | تاریخ انتشار اصلی | U.S. تعداد بیننده (میلیون) |
| ------- | ---------- | ---------------------- | ----------------- | ------------------------------------------------- | --------------------- | ----------------- | -------------------------- |
| 104۱۰۵  | 1۲         | «LA X»                 | Jack Bender       | Damon Lindelof & Carlton Cuse                     | various               | ۲ فوریه ۲۰۱۰      | 12.09                      |
| ۱۰۶     | ۳          | «What Kate Does»       | Paul Edwards      | Edward Kitsis & Adam Horowitz                     | Kate                  | ۹ فوریه ۲۰۱۰      | 11.05                      |
| ۱۰۷     | ۴          | «The Substitute»       | Tucker Gates      | Elizabeth Sarnoff & Melinda Hsu Taylor            | Locke                 | ۱۶ فوریه ۲۰۱۰     | 9.82                       |
| ۱۰۸     | ۵          | «Lighthouse»           | Jack Bender       | Carlton Cuse & Damon Lindelof                     | Jack                  | ۲۳ فوریه ۲۰۱۰     | 9.95                       |
| ۱۰۹     | ۶          | «Sundown»              | Bobby Roth        | Paul Zbyszewski & Graham Roland                   | Sayid                 | ۲ مارس ۲۰۱۰       | 9.29                       |
| ۱۱۰     | ۷          | «Dr. Linus»            | Mario Van Peebles | Edward Kitsis & Adam Horowitz                     | Ben                   | ۹ مارس ۲۰۱۰       | 9.49                       |
| ۱۱۱     | ۸          | «Recon»                | Jack Bender       | Elizabeth Sarnoff & Jim Galasso                   | Sawyer                | ۱۶ مارس ۲۰۱۰      | 8.87                       |
| ۱۱۲     | ۹          | «Ab Aeterno»           | Tucker Gates      | Melinda Hsu Taylor & Greggory Nations             | Richard               | ۲۳ مارس ۲۰۱۰      | 9.31                       |
| ۱۱۳     | ۱۰         | «The Package»          | Paul Edwards      | Paul Zbyszewski & Graham Roland                   | Sun & Jin             | ۳۰ مارس ۲۰۱۰      | 10.13                      |
| ۱۱۴     | ۱۱         | «Happily Ever After»   | Jack Bender       | Carlton Cuse & Damon Lindelof                     | Desmond               | ۶ آوریل ۲۰۱۰      | 9.55                       |
| ۱۱۵     | ۱۲         | «Everybody Loves Hugo» | Daniel Attias     | Edward Kitsis & Adam Horowitz                     | Hurley                | ۱۳ آوریل ۲۰۱۰     | 9.48                       |
| ۱۱۶     | ۱۳         | «The Last Recruit»     | Stephen Semel     | Paul Zbyszewski & Graham Roland                   | various               | ۲۰ آوریل ۲۰۱۰     | 9.53                       |
| ۱۱۷     | ۱۴         | «The Candidate»        | Jack Bender       | Elizabeth Sarnoff & Jim Galasso                   | Jack & Locke          | ۴ مه ۲۰۱۰         | 9.59                       |
| ۱۱۸     | ۱۵         | «Across the Sea»       | Tucker Gates      | Carlton Cuse & Damon Lindelof                     | Jacob & Man in Black  | ۱۱ مه ۲۰۱۰        | 10.32                      |
| ۱۱۹     | ۱۶         | «What They Died For»   | Paul Edwards      | Edward Kitsis & Adam Horowitz & Elizabeth Sarnoff | various               | ۱۸ مه ۲۰۱۰        | 10.47                      |
| 120۱۲۱  | 17۱۸       | «The End»              | Jack Bender       | Damon Lindelof & Carlton Cuse                     | various               | ۲۳ مه ۲۰۱۰        | 13.57                      |

## بازخورد
در راتن تومیتوز، این فصل دارای رتبه محبوبیت ۶۸٪ با میانگین امتیاز ۸٫۷ از ۱۰ بر اساس ۳۴ بررسی است. اجماع انتقادی این وب‌سایت می‌گوید: «تغییر گمشده‌ها در اسطوره‌های مرکزی همه بینندگان را راضی نمی‌کند، اما طرفداران سرسخت با اجرای قوی نمایش و تعهد مداوم به مضامین آن آرامش خواهند یافت».
اولین قسمت پخش شده این فصل توسط ۱۳ میلیون بیننده آمریکایی و قسمت پایانی مجموعه توسط ۱۳٫۵ میلیون بیننده آمریکایی تماشا شد. کل فصل به‌طور متوسط ۱۰ میلیون بیننده داشت.